# Aumakua
Za kralja, pogledajte "Paumakua".
Aumakua (ili ʻaumakua; [aʊˈmɑːkuːə]), prema havajskoj mitologiji, obiteljski je bog-zaštitnik.
Prema vjerovanju starih Havajaca, aumakue su često bili duhovi predaka koji su doživjeli apoteozu.
Havajci su štovali te duhove, često na stijenama. Duhovi su često preuzimali lik morskog psa ili sove.
Ozlijediti životinju za koju se vjerovalo da je zapravo manifestirani aumakua bilo je smatrano iznimno lošim ili zlim. Sam aumakua je često dolazio štititi svog potomka, bilo muškog, bilo ženskog.
Aumakue se pojavljuju i u pričama o junacima i bogovima te se vjerovalo da mogu uzeti i oblik ljudi.
U mašti Havajaca, aumakua se mogao pojaviti i kao ao, oblak.

## Kraljevski aumakue
Kraljevi havajskih otoka štovali su svoje pretke tako što su dali ispjevati pjesme i pojanja (havajski mele).
Svećenici i čarobnjaci kahune pamtili su pojanja i pojali Kumulipo, veliki ep koji spominje kraljevsku genealogiju.